# Sèmtenga
Sèmtenga är en ort i Burkina Faso.   Den ligger i regionen Plateau-Central, i den centrala delen av landet, 70 km öster om huvudstaden Ouagadougou. Sèmtenga ligger 280 meter över havet och antalet invånare är 792.
Terrängen runt Sèmtenga är platt, och sluttar söderut. Närmaste större samhälle är Mogtédo, 3,6 km sydost om Sèmtenga.
Omgivningarna runt Sèmtenga är en mosaik av jordbruksmark och naturlig växtlighet. Runt Sèmtenga är det ganska tätbefolkat, med 65 invånare per kvadratkilometer.